# Wojciech Pokora

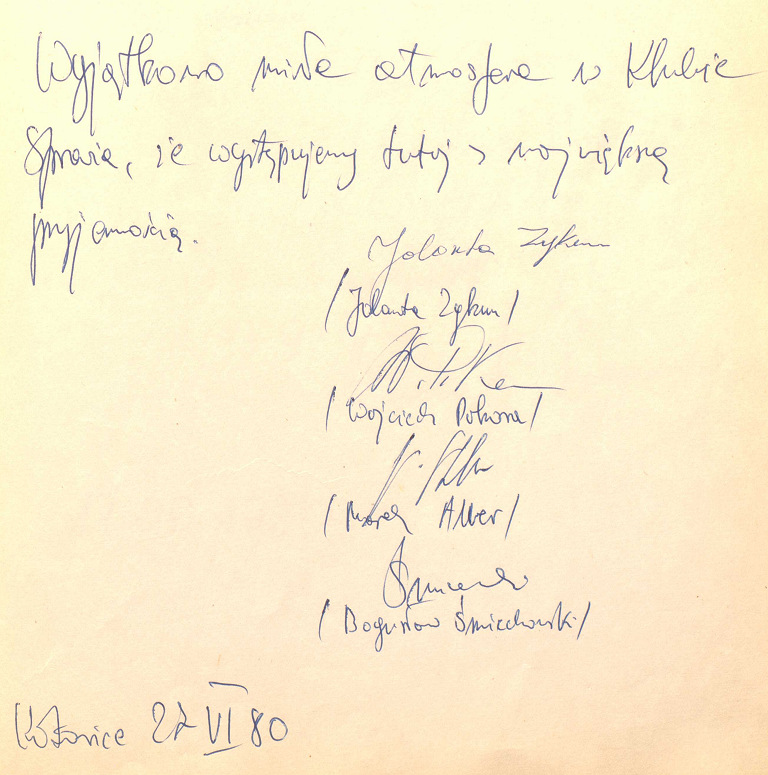
Pamiątkowy wpis Wojciecha Pokory, Jolanty Zykun oraz Bogusława Śmiechowskiego do Kroniki Klubu Związków i Stowarzyszeń Twórczych, Katowice, 22 czerwca 1980

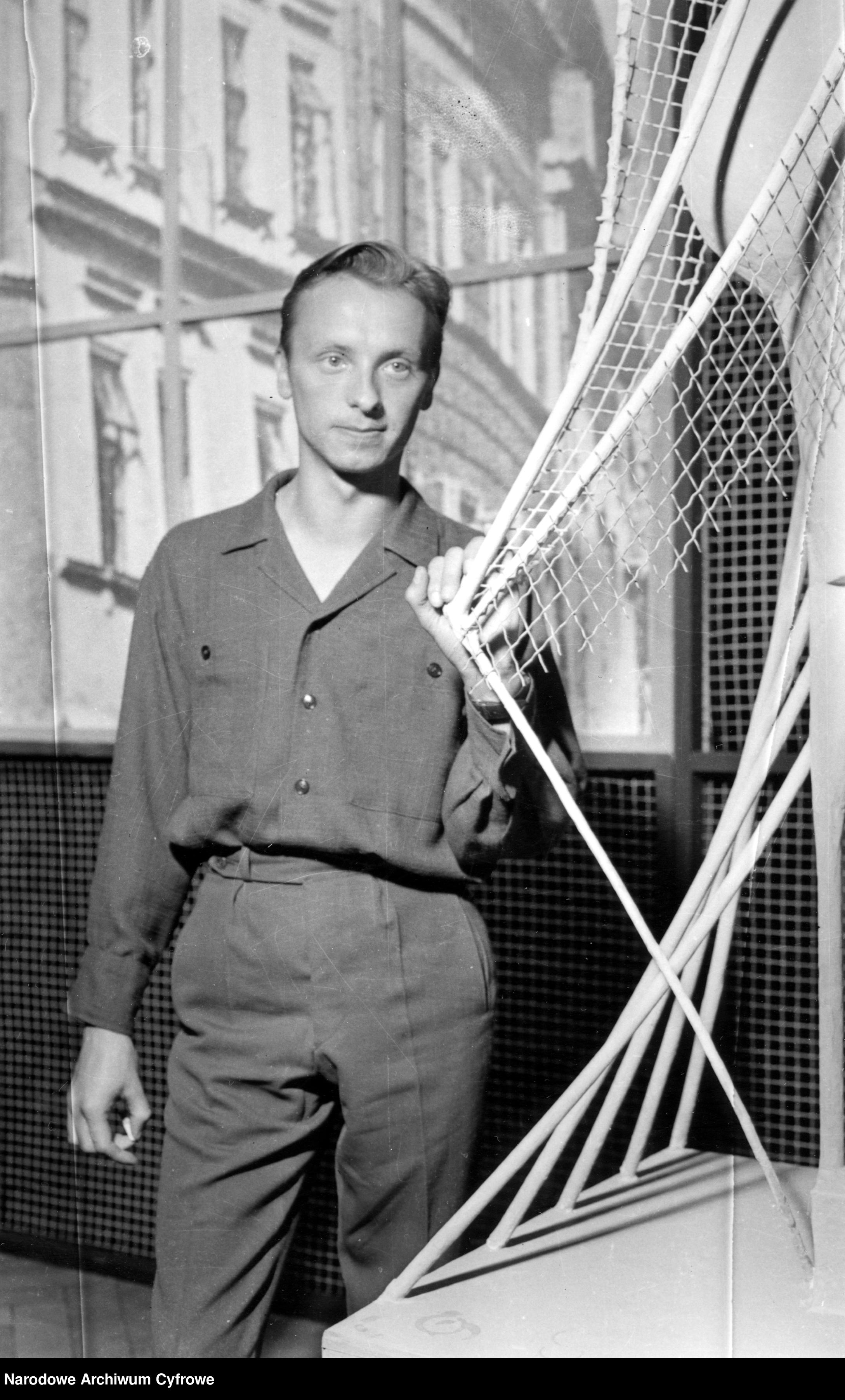
Wojciech Pokora w sztuce Teatru Dramatycznego "Uczta morderców" (1960)

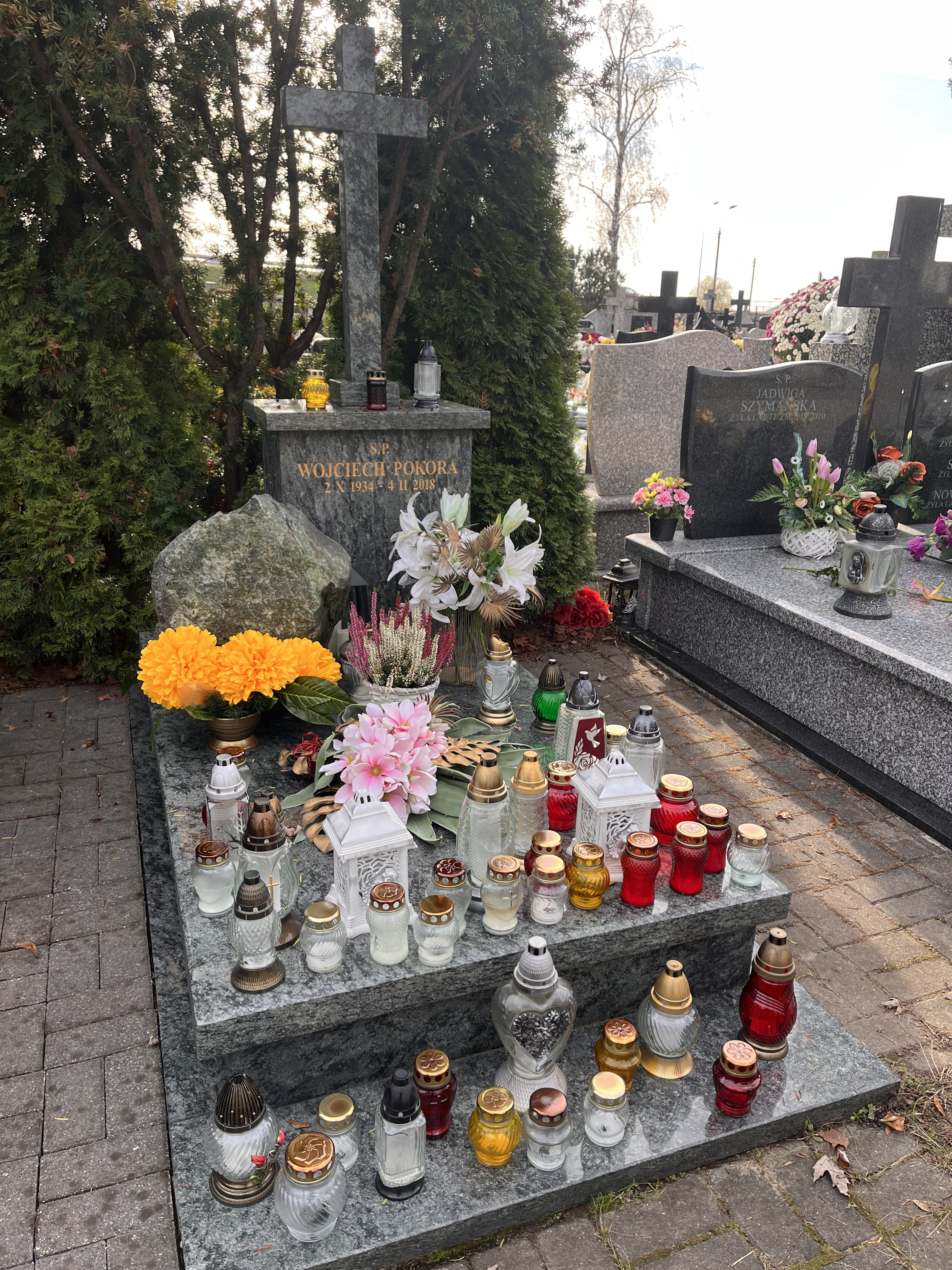
Grób Wojciecha Pokory na Cmentarzu Poległych w Radzyminie

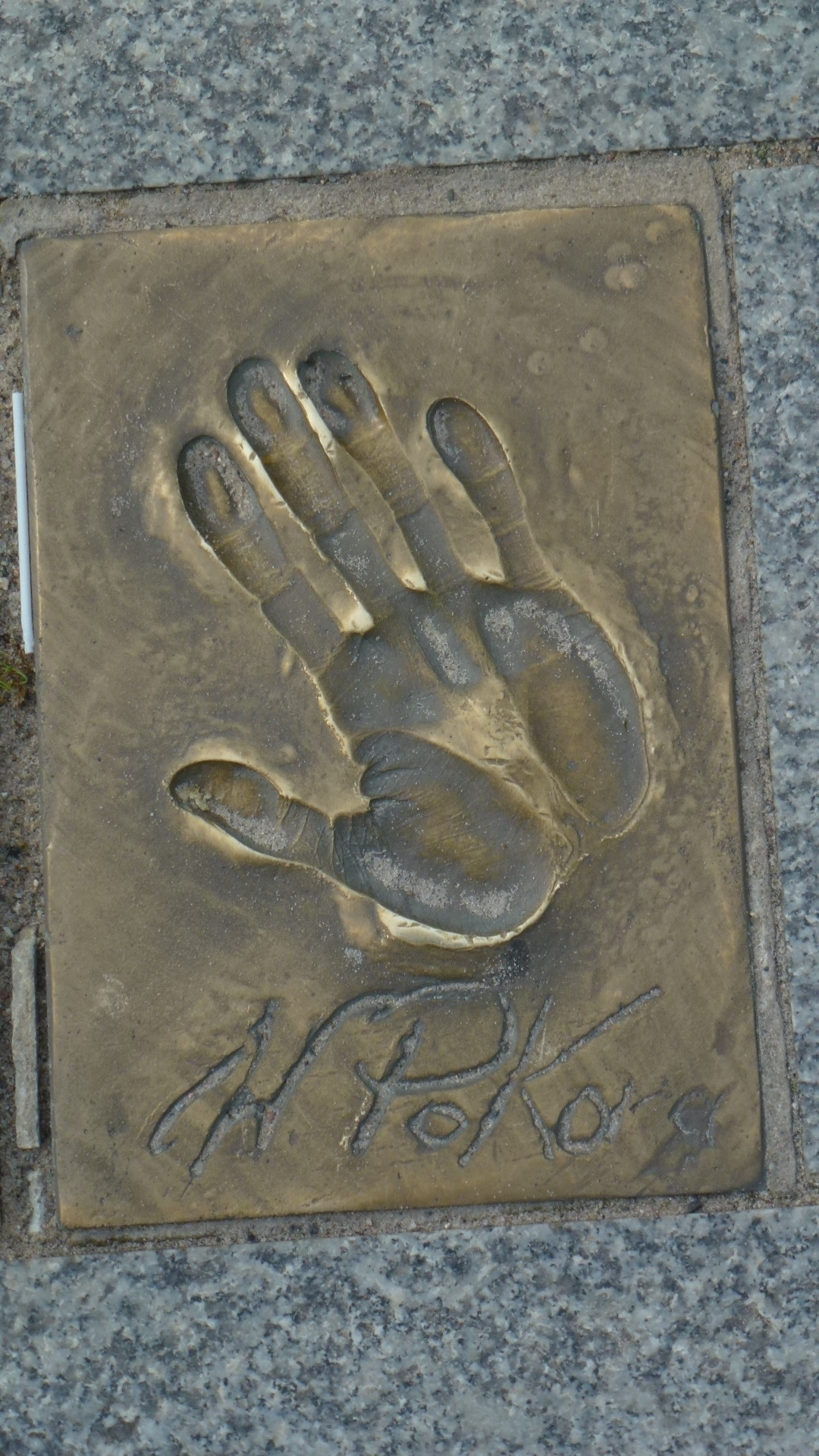
Odcisk dłoni Wojciecha Pokory w Promenadzie Gwiazd w Międzyzdrojach

Wojciech Wacław Pokora (ur. 2 października 1934 w Warszawie, zm. 4 lutego 2018 tamże) – polski aktor teatralny i filmowy, pedagog, artysta kabaretowy oraz reżyser teatralny.

## Życiorys
Absolwent Technikum Budowy Samochodów w Warszawie przy ulicy Targowej. Przez kilka lat pracował w warszawskiej Fabryce Samochodów Osobowych. Wraz z m.in. Jerzym Turkiem był członkiem amatorskiego kółka teatralnego działającego przy tym zakładzie. W 1958 ukończył Państwową Wyższą Szkołę Teatralną im. Aleksandra Zelwerowicza w Warszawie, a następnie przez wiele lat był wykładowcą akademickim na tej uczelni.
Jego rolami dyplomowymi na warszawskiej PWST była rola Wiliama w Jak wam się podoba Szekspira (1957) w reżyserii Władysława Krasnowieckiego oraz Feliksa w Kapeluszu słomkowym Eugène’a Labiche (1958) w reżyserii Kazimierza Rudzkiego i Ludwika Sempolińskiego. Na deskach teatru repertuarowego zadebiutował rolą dziennikarza w Wizycie starszej pani Friedricha Dürrenmatta (1958) w reżyserii Ludwika René.
Był aktorem warszawskich teatrów: Teatru Dramatycznego (1958–1984), Teatru Nowego (1984–1990) i Teatru Kwadrat (1990–2001). Występował w spektaklach Teatru Telewizji, a także w kabaretach Owca (1966–1968) czy Dudek. W latach 1990–2005 był aktorem Kabaretu Olgi Lipińskiej. Ponadto współpracował z Teatrem Rozmaitości (1977–1978), Teatrem Komedia (1979), Teatrem Studio (1983), Teatrem 6. piętro (2011) oraz Och-Teatrem (2012–2013). Występował w spektaklach takich reżyserów jak Jerzy Jarocki, Konrad Swinarski, Wanda Laskowska, Piotr Cieślak czy Janusz Kondratiuk.
Reżyserował na deskach Teatru Kwadrat (1989, 1992, 1996), Teatru Syrena (1991), Lubuskiego Teatru w Zielonej Górze (1992, 1998), Teatru Powszechnego w Radomiu (1993), Teatru Polskiego we Wrocławiu (1994), Teatru Bagatela w Krakowie (1994), Teatru Dramatycznego w Płocku (1997, 1999), Teatru im. Adama Mickiewicza w Częstochowie (1998, 1999) oraz Teatru Dramatycznego im. Aleksandra Węgierki w Białymstoku (2000).
Występował głównie w repertuarze komediowym, choć ma za sobą również role w produkcjach dramatycznych, takich jak Kiedy miłość była zbrodnią (1967), Palace Hotel (1977), Szczęśliwy brzeg (1983), a także serialu telewizyjnym Więzy krwi (2001).

## Życie prywatne
Syn Wacława i Janiny. Aktor od 1957 do śmierci był żonaty z Hanną; ślub wzięli w tajemnicy przed rodzicami. Mieli dwie córki, Annę i Magdalenę, a także pięcioro wnucząt, w tym aktorkę i piosenkarkę Agatę Nizińską.
22 września 2015 ukazała się książka Z Pokorą przez życie, wywiad rzeka z Wojciechem Pokorą, przeprowadzony przez Krzysztofa Pyzię.
Zmarł 4 lutego 2018 w wieku 83 lat na skutek komplikacji po udarze mózgu, którego doznał w grudniu 2017. 10 lutego 2018, po mszy świętej żałobnej w kościele św. Brata Alberta i św. Andrzeja Apostoła w Warszawie, spoczął na cmentarzu Bohaterów Bitwy Warszawskiej 1920 r. w Radzyminie.

## Filmografia
W przebiegu kariery aktorskiej był często obsadzany w głównych i znaczących rolach w filmach komediowych reżyserowanych przez Stanisława Bareję, m.in. Poszukiwany, poszukiwana, Brunet wieczorową porą i Alternatywy 4.
| Rok  | Tytuł                            | Rola                                              |
| ---- | -------------------------------- | ------------------------------------------------- |
| 1960 | Mąż swojej żony                  | malarz pokojowy Mietek                            |
| 1960 | Zezowate szczęście               | podchorąży                                        |
| 1960 | Ostrożnie Yeti                   | gangster                                          |
| 1963 | Liczę na wasze grzechy           | głos reżysera Krzysztofa Kłodzkiego               |
| 1964 | Nieznany                         | cekaemista                                        |
| 1965 | Na melinę                        | partyzant                                         |
| 1965 | Buty                             | ranny w szpitalu                                  |
| 1965 | Sam pośród miasta                | pijany „Kubuś Puchatek” przy barze                |
| 1966 | Gdzie jest trzeci król           | Zientara                                          |
| 1966 | Małżeństwo z rozsądku            | tajny agent                                       |
| 1967 | To jest twój nowy syn            | mistrz ping-pongowy Wojtek Kobuz                  |
| 1967 | Marsjanie                        | szeregowy Piwko                                   |
| 1967 | Paryż – Warszawa bez wizy        | królewski nawigator                               |
| 1967 | Kiedy miłość była zbrodnią       | gestapowiec                                       |
| 1968 | Człowiek z M-3                   | milicjant w Łazienkach                            |
| 1969 | Nowy                             | urzędnik Tadeusz Kaczmarski                       |
| 1970 | Hydrozagadka                     | kreślarz                                          |
| 1970 | Rejs                             | uczestnik rejsu                                   |
| 1970 | Akcja Brutus                     | „Pająk”                                           |
| 1972 | Poszukiwany, poszukiwana         | Stanisław Maria Rochowicz                         |
| 1974 | Nie ma róży bez ognia            | eksmitowany mąż                                   |
| 1976 | Brunet wieczorową porą           | Kowalski                                          |
| 1977 | Palace Hotel                     | reżyser Władysław Lenka                           |
| 1978 | Co mi zrobisz, jak mnie złapiesz | chłop goniący świnię                              |
| 1980 | Miś                              | autor piosenek                                    |
| 1982 | Miłość ci wszystko wybaczy       | komik                                             |
| 1983 | Szczęśliwy brzeg                 | Paweł                                             |
| 1985 | C.K. Dezerterzy                  | oberleutnant Franz von Nogay                      |
| 1987 | Koniec sezonu na lody            | sierżant Milicji Obywatelskiej Sylwester Rogowski |
| 1989 | Co lubią tygrysy                 | Piotr                                             |
| 1998 | Złoto dezerterów                 | major Ernst von Nogay (Ostatnia rola filmowa)     |

| Rok       | Tytuł                             | Rola |
| --------- | --------------------------------- | --- |
| 1964      | Barbara i Jan                     | porucznik Milicji Obywatelskiej (odc. 4)                                                                                 |
| 1968      | Przygody psa Cywila               | porucznik Zubek (odc. 1, 2)                                                                                              |
| 1970      | Kochajmy straszydła               | reporter (głos) |
| 1974–1977 | Czterdziestolatek                 | inżynier Mieczysław Gajny                                                                                                |
| 1976      | Szaleństwo Majki Skowron          | sierżant Kuziak (odc. 1–4, 7–8)                                                                                          |
| 1977      | Noce i dnie                       | kelner Walerian (odc. 5, 8)                                                                                              |
| 1977      | Lalka                             | subiekt Lisiecki |
| 1980      | Kariera Nikodema Dyzmy            | hrabia Żorż Ponimirski (odc. 2, 4, 7)                                                                                    |
| 1983      | Alternatywy 4                     | docent Zenobiusz Furman                                                                                                  |
| 1984      | Siedem życzeń                     | aktor (odc. 1) |
| 1986      | Zmiennicy                         | Antoni Kłusek |
| 1993      | Czterdziestolatek. 20 lat później | poseł Mieczysław Gajny                                                                                                   |
| 1993      | Bank nie z tej ziemi              | policjant Leopold Lulek                                                                                                  |
| 1996      | Bar Atlantic                      | inżynier (odc. 3, 11) |
| 1999      | Tygrysy Europy                    | kamerdyner Edward Skorupa, zwany Janem                                                                                   |
| 1999–2001 | Miodowe lata                      | Edward Rudnik, ojciec Aliny Krawczyk                                                                                     |
| 2001      | Więzy krwi                        | ksiądz Adam |
| 2002      | Na dobre i na złe                 | wizjoner Kowalski (odc. 91)                                                                                              |
| 2003      | Tygrysy Europy 2                  | były kamerdyner Edward Skorupa                                                                                           |
| 2004      | Całkiem nowe lata miodowe         | Edward Rudnik, ojciec Aliny Krawczyk (odc. 14)                                                                           |
| 2005      | Niania                            | kamerdyner ze Stowarzyszenia Kamerdynerów (odc. 10)                                                                      |
| 2005      | Klinika samotnych serc            | Marian Kotowicz, nauczyciel matematyki, przyjaciel Jerzego Starugi, klient biura matrymonialnego „Serenada” (odc. 9, 10) |
| 2005      | Dom niespokojnej starości         | 2 role: Jan Kowalski, kuzyn Kowalskiego                                                                                  |
| 2006      | Dylematu 5                        | docent Zenobiusz Furman                                                                                                  |
| 2007      | Kryminalni                        | aktor Wiński (odc. 87)                                                                                                   |
| 2009      | Teraz albo nigdy!                 | Jerzy (odc. 42–44) |
| 2012      | Do dzwonka Cafe                   | Tadzio z przyszłości |
| 2013–2015 | Spokojnie, to tylko ekonomia!     | dziadek Bohdan |
| 2016      | Na Wspólnej                       | Stanisław Niemirowicz (odc. 2299–2300, 2303, 2312, 2315, 2317–2318) (Ostatnia rola w karierze)                           |

## Odznaczenia i nagrody
- Odznaka 1000-lecia Państwa Polskiego (1967)[6]
- Złoty Krzyż Zasługi (1978)[6]
- Złoty Medal „Zasłużony Kulturze Gloria Artis” (2013)
- Krzyż Oficerski Orderu Odrodzenia Polski (pośmiertnie 2020)[13]
- Nagroda zespołowa Przewodniczącego Komitetu ds. Radia i Telewizji za realizację serialu fabularnego Czterdziestolatek (1976)
- Odcisk dłoni w Promenadzie Gwiazd w Międzyzdrojach.